# Bieździedza
Bieździedza is een dorp in het Poolse woiwodschap Subkarpaten, in het district Jasielski. De plaats maakt deel uit van de gemeente Kołaczyce en telt 1300 inwoners.

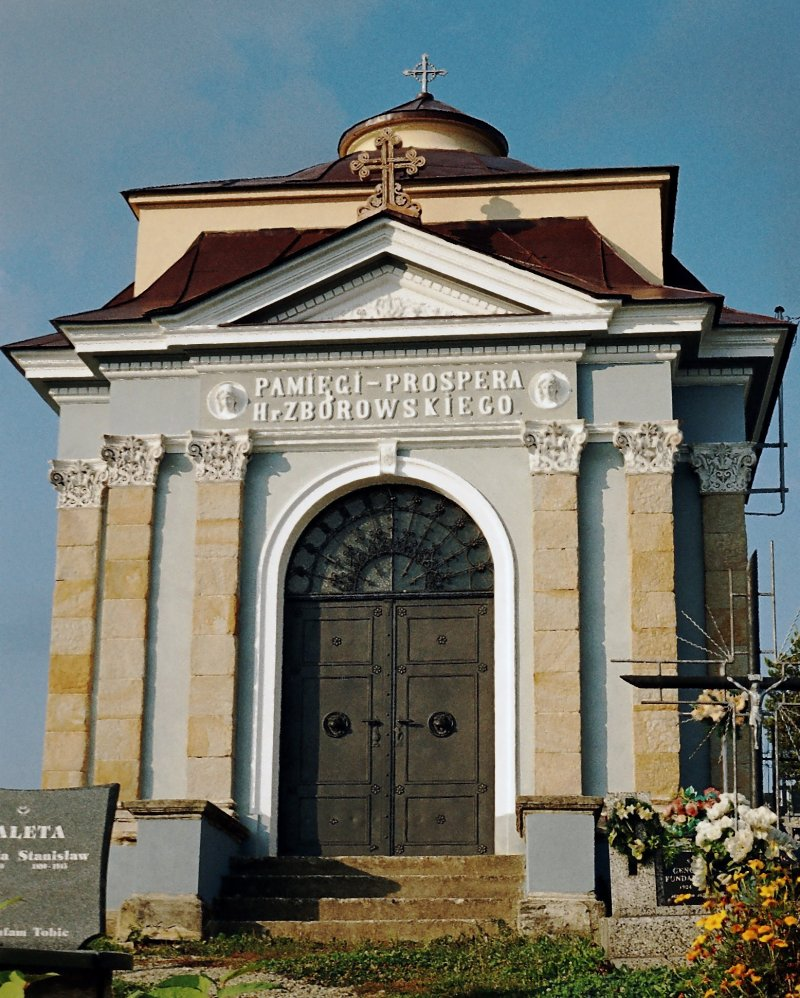
Cmentarna kaplica z pierwszej połowy XIX w.

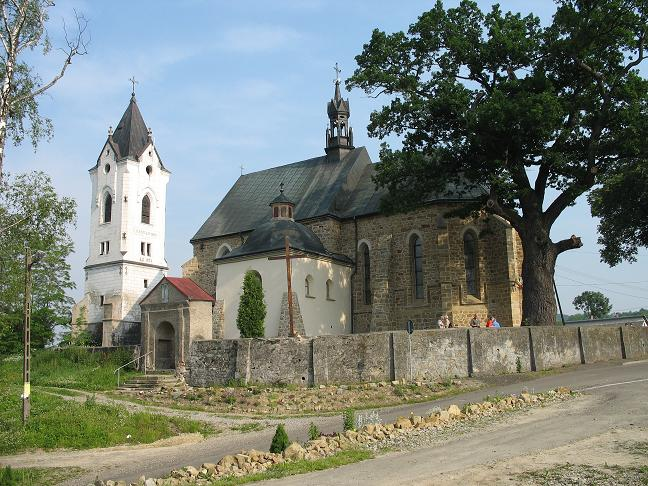
Gotycki kościół z XV w